# シンプルスマホ4
シンプルスマホ4はシャープが開発、製造しソフトバンクが2018年7月20日に発売した第4世代移動通信システム対応シニア向けスマートフォンである。

## 概要
CPUはSnapdragon 430を搭載しており、OSはAndroid 8.0を搭載している。

## アップデート履歴

### 2022年9月6日
- Y!乗換案内アプリ(Web版)終了に伴う新アプリへの更新

アップデート後のビルド番号は00WW_1_570になる。

### 2021年10月21日
- リモートサポートアプリが正常動作しない事象の改善

アップデート後のビルド番号は00WW_1_550になる。

### 2021年4月6日
- 長期間再起動せずにご利用いただいている場合、まれに緊急通報（110番、118番、119番）に接続できない事象の改善
- セキュリティの向上

アップデート後のビルド番号は00WW_1_540になる。

### 2020年8月31日
- 特定条件下において、通話が一定時間で切断する場合がある事象の改善
- 特定条件下において、電話キーが反応しなくなる事象の改善
- セキュリティの向上

アップデート後のビルド番号は00WW_1_520になる。

### 2020年6月2日
- 画面ロック解除後、ごくまれに画面が反応しない場合がある事象の改善
- セキュリティの向上

アップデート後のビルド番号は00WW_1_490になる。

### 2020年5月7日
- セキュリティの向上

アップデート後のビルド番号は00WW_1_480になる。

### 2020年2月20日
- セキュリティの向上

アップデート後のビルド番号は00WW_1_450になる。

### 2020年1月16日
- セキュリティの向上

アップデート後のビルド番号は00WW_1_440になる。

### 2019年11月29日
- セキュリティの向上
- 「パーソナルカラダサポート」終了に伴う「からだメイト」アプリの追加

アップデート後のビルド番号は00WW_1_430になる。

### 2019年8月8日
- データ使用量が制限上限を越えていないにも関わらず、ごくまれにS!メール送受信が制限される事象の改善
- 保存した画像データを確認できない場合がある事象の改善
- セキュリティの向上

アップデート後のビルド番号は00WW_1_400になる。

### 2019年5月24日
- 着信時、まれに黒画面となり操作できない事象の改善
- セキュリティの向上

アップデート後のビルド番号は00WW_1_390になる。

### 2019年2月13日
- セキュリティの向上

アップデート後のビルド番号は00WW_1_350になる。

### 2018年11月26日
- WiFiアクセスポイントに自動接続しない場合がある事象の改善
- セキュリティの向上

アップデート後のビルド番号は00WW_1_330になる。

### 2018年9月18日
- セキュリティの向上

アップデート後のビルド番号は00WW_1_320になる。

### 2018年7月20日
- 電源が入っていない場合でも、まれにアラームが鳴動する事象の改善

アップデート後のビルド番号は00WW_1.28Hになる。